# Късоопашата песъчарка
Късоопашатите песъчарки (Meriones libycus), наричани също либийски песъчарки, късоопашати ирди и либийски ирди, са вид дребни бозайници от семейство Мишкови (Muridae).
Срещат се в сухите степи, полупустините и пустините от Северозападна Африка до Централна Азия. Достигат дължина на тялото с главата 100 до 160 милиметра и маса 56 до 105 грама. Активни са през деня и се хранят със семена, луковици, листа и мъртви насекоми.